# Technosoft
Technosoft (auch: TecnoSoft, jap. 株式会社テクノソフト, Kabushiki kaisha Tekunosofuto) ist ein ehemaliges japanisches Entwicklungsstudio von Videospielen. Zu den bekanntesten Spielen des Unternehmens gehören Herzog Zwei – eines der ersten Echtzeit-Strategiespiele – und die „Shoot-’em-up“-Serie Thunder Force.
2001 wurde das Unternehmen von Twenty-one Company gekauft und in deren R&D-Abteilung eingegliedert.

## Liste der veröffentlichten Spiele (Auswahl)
- Blast Wind
- Dragon’s Fury, alias Devil’s Crush
- Elemental Master
- Fantastic Pinball Kyutenkai
- Feedback
- Herzog
- Herzog Zwei
- Hyper Duel
- Hyper Reverthion
- Nekketsu Oyako
- Neorude
- Neorude 2
- Shin Kyūgyokuden – New Nine Gem Legend
- Steeldom
- Thunder-Force-Reihe